# Само ветар (филм)
Само ветар (мађ. Csak a szél) је мађарски драмски филм из 2012. године који је режирао Бенедек Флиегауф. Филм се такмичио у конкуренцији 62. берлинског међународног филмског фестивала, где је освојио Велику награду жирија. Филм је изабран за мађарску пријаву за најбољег Оскара на страном језику на 85. додели Оскара, али није ушао у коначни ужи избор.
Заснован је на стварној серији убистава у Мађарској. Радња је, међутим, фикција и фокусира се на ромску породицу која живи у близини.

## Радња
Вести о убиству ромске породицеу мађарском сеоцету брзо се шире. Починитељи су побегли и нико не може потврдити ко је злочин починио. За још једну ромску породицу која живи у близини то убиство само потврђује латентни, потиснути страх. Далеко у Канади, глава породице очекује да му се његови најближи придруже. Живећи у страху од расистичког терора који их окружује, породица мора наставити живети.

## Улоге
- Lajos Sárkány као Рио
- Katalin Toldi као Мари
- Gyöngyi Lendvai као Анна
- György Toldi